# 808 Mafia
808 Mafia is een Amerikaans platenproductie- en songwritingteam, opgericht door muziekproducent Southside, TM88 en Lex Luger. Southside staat momenteel aan het roer van de groep. Tot de groep behoren onder meer ook producers Young Miami, Fuse 100, Tarentino, Purps, Swede, Nonstop Da Hitman en MP808. De naam komt van de drummachine die veel wordt gebruikt in hiphopmuziek, de Roland TR-808.